# La caída de hormigón
La caída de hormigón (vertaling: het vallen/het verval van beton, steen) is een studioalbum van Ron Boots. Boots leverde hiermee een album af met als centraal thema het verval van gebouwen, ruïnes. Het is een terugblik op het verleden en dan niet alleen rond dat thema. Boots trad met dit album in de voetsporen van een van zijn voorbeelden Klaus Schulze. Schulze is bekend vanwege zijn lange stukken (Boots houdt het beperkt tot circa 20 minuten per nummer) met langlopende sequencers en melodielijnen, zeker bij albums uit zijn beginperiode. Boots gaat op "La caída" daarin mee.  
Het album haalde goede kritieken binnen het genre en stond in de Top 10 van een van de medewerkers van 3VOOR12RADIO. 

## Musici
- Ron Boots – synthesizers e, elektronica
- Harold van der Heijden – slagwerk

## Muziek
Engelstalige titels werden meegegeven

| Nr. | Titel                                                                                   | Duur  |
| --- | --------------------------------------------------------------------------------------- | ----- |
| 1.  | La caída de hormigón (The fall of concrete)                                             | 17:26 |
| 2.  | A través de las ruinas vista al pasado (A view throught the ruins of the past)          | 22:51 |
| 3.  | Cielo abierto a través de los pilares de la fe (Open skies across the pilaars of faith) | 20:33 |